# Staatsschuldenquote in Ungarn
Die Staatsschuldenquote Ungarns gibt das Verhältnis zwischen den ungarischen Staatsschulden einerseits und dem ungarischen nominalem Bruttoinlandsprodukt andererseits an.

## Entwicklung in den letzten Jahren
Die Staatsschuldenquote Ungarns stieg aufgrund der Finanzkrise zwischen 2008 und 2013 an. Entsprach die Staatsverschuldung von 19.370,4 Mrd. Forint Ende 2008 einer Staatsschuldenquote von 73,0 %, so erreichte die Staatsschuldenquote Ende 2013 angesichts eines Schuldenstandes von dann inzwischen 23.068,2 Mrd. Forint einen Wert von 79,3 %.

## Prognostizierte Entwicklung
Der Internationale Währungsfonds geht davon aus, dass die Staatsschuldenquote Ungarns bis Ende 2019 bei einem Schuldenstand von dann 28.890,3 Mrd. Forint auf 77,7 % zurückgeht.